# Klwaty-Ludwików
Klwaty-Ludwików – kolonia w Polsce położona w województwie mazowieckim, w powiecie radomskim, w gminie Jedlińsk.
| SIMC    | Nazwa     | Rodzaj        |
| ------- | --------- | ------------- |
| 0624918 | Komorniki | część kolonii |

W latach 1975–1998 miejscowość administracyjnie należała do województwa radomskiego.
Wierni kościoła rzymskokatolickiego należą do parafii św. Bartłomieja we Wsoli.